# Mircza Pastuch
Mircza Pastuch (rum. Mircea Ciobanul; zm. 1559) – hospodar wołoski 1545–1552, 1553–1554 i 1558–1559 z dynastii Basarabów.
Był synem hospodara wołoskiego Radu Wielkiego. Przebywał wiele lat w Imperium Osmańskim, gdzie zajmował się handlem owcami (stąd wziął się jego przydomek). W 1545 został przez sułtana osadzony na tronie hospodara Wołoszczyzny. Rządził krajem zgodnie z wytycznymi płynącymi ze Stambułu, znany był z okrucieństwa. Już po objęciu władzy po raz pierwszy przerzedził opozycję bojarską, ścinając ok. 200 osób. W 1548 odparł najazd z Siedmiogrodu. Na krótko pozbawiony tronu w latach 1552-1553, powrócił nań z pomocą turecką. Wkrótce potem jednak, w 1554, sami Turcy usunęli go za kontakty z Habsburgami. Ostatni, krótki okres sprawowania władzy, zdominował jeden postępek Mirczy - wymordowanie bojarów i dostojników duchownych zaproszonych na ucztę (w tym metropolitę).
Jego synem był hospodar wołoski Piotr Młody.